# Juvisy-sur-Orge
Juvisy-sur-Orge [ʒyvizi syʁ ɔʁʒ] ist eine französische Stadt und Gemeinde mit 18.978 Einwohnern (Stand 1. Januar 2022) im Département Essonne in der Region Île-de-France. Sie gehört zum Arrondissement Palaiseau.

## Geographie

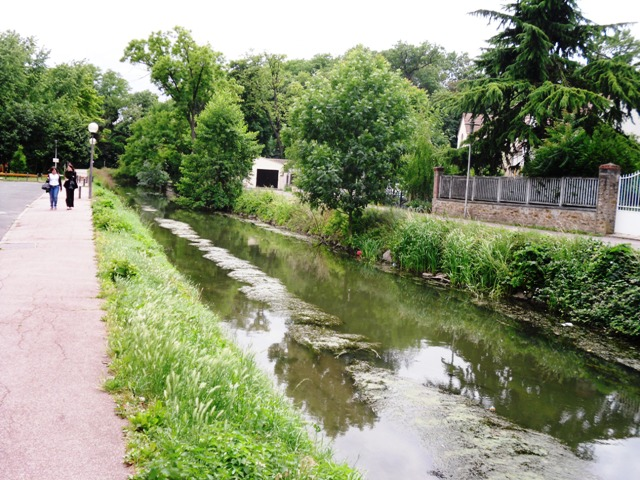
Die Orge im Zentrum der Stadt

Juvisy-sur-Orge liegt rund 18 Kilometer südlich von Paris im dicht besiedelten Süden der Metropolregion Paris. Die Stadt liegt an der Orge, die Seine bildet die östliche Gemeindegrenze.
Juvisy-sur-Orge liegt im Pariser Becken, dessen Böden von Kalksteinen dominiert werden. Die Region wird von maritimem Klima mit kühlen Wintern und milden Sommern bestimmt.

## Geschichte
In seinen Commentarii de Bello Gallico erwähnt Gaius Iulius Caesar den Ort 52 v. Chr. als Metiosedium.
Im 12. Jahrhundert legten Benediktiner die Sümpfe der Region trocken und bauten ein Kloster. 1304 ging das Kloster in das Eigentum der Benediktiner von Notre-Dame-des-Champs über, 1356 fiel es an Perrin du Chemin. Da die Herrschaft an der Straße von Paris nach Fontainebleau lag, waren häufiger französische Könige zu Gast und so wurde eine kleine königliche Residenz erbaut. 1630 erwarb der Gutsherr und berühmte Kryptologe des Königs, Antoine Rossignol, die Burg, baute sie aus und hatte mehrmals Ludwig XIII. zu Gast. 1647 wurde auf Bitten von Ludwig XIV. ein Park mit Blick auf die Seine angelegt. 1717 fiel der Besitz an Louis de Brancas. 1730 wurde die Übernachtungsstätte des Königs durch eine Poststation ersetzt. 1807 erwarb der Comte de Monttessuy den Besitz.
1840 wurde ein Bahnhof eingeweiht, 1864 kam ein Güterbahnhof hinzu. 1900 erwarb die Gemeinde die Burg. Die Dominikaner bauten ein Kloster auf dem Plateau und errichteten eine Kapelle.
Am 10. Januar 1909 eröffnete die Société d'Encouragement à l'Aviation in Juvisy einen Flugplatz.
Am 18. April 1944 wurde die Stadt als strategischer Punkt von alliierten Bombern gezielt zerstört. Nach dem Zweiten Weltkrieg wurde Juvisy wiederaufgebaut und von der wuchernden Metropolregion bald geschluckt. 1968 wurde eine Brücke über die Seine für den Verkehr freigegeben.

## Verkehrsanbindung

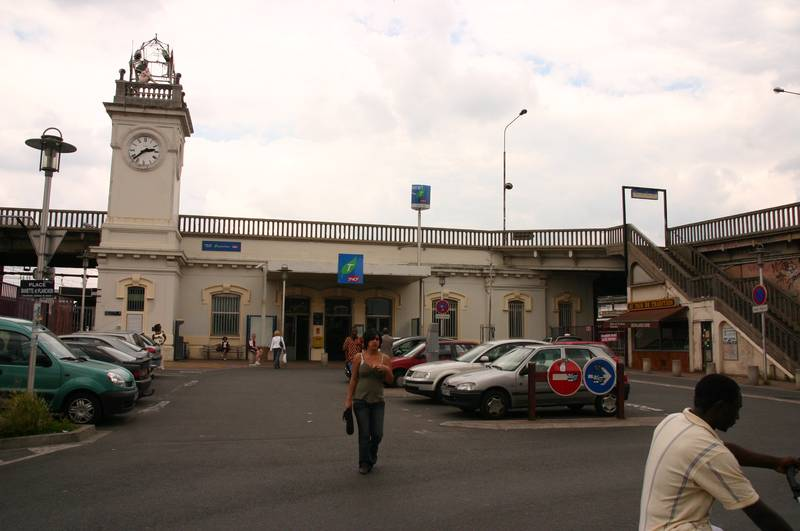
Bahnhof

Juvisy verfügt über einen eigenen Bahnhof. Hier verkehren die Linien C und D des RER und der TGV von Toulouse über Orléans nach Paris.
In den kommenden Jahren soll die Stadt über die Linie 7 der Pariser Straßenbahn an die Pariser Innenstadt angeschlossen werden; die Eröffnung ist für 2021 geplant. Mehrere Buslinien verbinden die Pariser Vororte im Süden miteinander, darunter die Stadtwerke von Athis-Mons, die Busse der Seine-Sénart und die Pariser Nachtbuslinien.
Wichtigste Straße ist die Route nationale 7, die durch die Stadt verläuft und von der Pariser Innenstadt nach Fontainebleau führt. Rund vier Kilometer nördlich der Stadt liegt der Flughafen Paris-Orly.

## Sehenswürdigkeiten

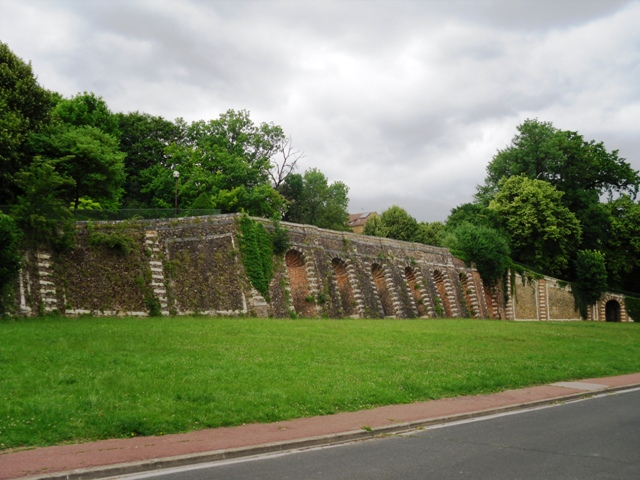
Grotten im Park

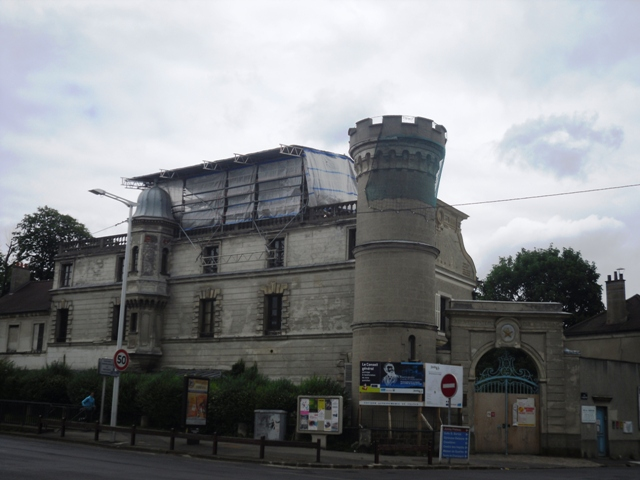
Sternwarte Camille Flammarion

Siehe auch: Liste der Monuments historiques in Juvisy-sur-Orge
- Markthalle, erbaut 1957

## Sport
In der Gemeinde ist einer der beiden erfolgreichsten französischen Frauenfußballvereine, der Juvisy Essonne FCF, ansässig.

## Städtepartnerschaften
- Thale in Deutschland
- Tillabéri in Niger

## Persönlichkeiten
- Antoine Rossignol (1600–1682), Kryptologe
- Camille Flammarion (1842–1925), Astronom
- Raymond Queneau (1903–1976), Schriftsteller
- Julien Lévy (um 1910), Baustofffabrikant
- Pierre Dervaux (1917–1992), Dirigent
- Jean-Pierre Vincent (1942–2020), Theaterregisseur, Intendant des Théâtre national de Strasbourg, Administrator der Comédie-Française, Leiter des Théâtre des Amandiers in Nanterre und Regisseur
- Jean-Jacques Annaud (* 1943), Filmregisseur
- Christophe (1945–2020), Sänger, Musiker, Autor und Komponist
- Thierry Deroin (* 1960), Botaniker
- Xavier Le Roy (* 1963), Tänzer, Choreograf, Performancekünstler und Hochschullehrer
- Emmanuelle Marie Charpentier (* 1968), Mikrobiologin, Genetikerin, Biochemikerin und Nobelpreisträgerin
- Alexandre Prémat (* 1982), Rennfahrer
- Ladji Doucouré (* 1983), Sportler
- Aurélien Raphaël (* 1988), Triathlet
- Ouparine Djoco (* 1998), französisch-senegalesischer Fußballspieler
- Amanda Ngandu-Ntumba (* 2000), Leichtathletin
- Adel Mahamoud (* 2003), komorisch-französischer Fußballspieler
- Djaoui Cissé (* 2004), französisch-malischer Fußballspieler

In Juvisy-sur-Orge wurde 1982 der Terrorist Amedy Coulibaly geboren.